# Brian Fernández
Brian Leonel Fernández (Santa Fe, 26 de septiembre de 1994) es un futbolista argentino que juega como delantero y que actualmente se encuentra sin equipo.
Es hermano de los también futbolistas Nicolás Fernández, Leandro Fernández y Juan Cruz Villagra.

## Trayectoria

### Defensa y Justicia
Debutó en el año 2012 en la fecha 35 de la Primera B Nacional 2011/12 en una derrota de Defensa y Justicia por 1 a 0 contra Ferro Carril Oeste. En dicho torneo disputó tres partidos y no convirtió goles. En la temporada siguiente logró tener más continuidad disputando un total de 13 partidos. Sin embargo, no logró convertir.
En la temporada 2013/14 logró un lugar en el equipo titular con el paso de las fechas y anotó 11 goles, entre ellos el tanto que le permitió a su club lograr el ascenso a la Primera División, en la fecha 38 contra San Martín de San Juan. El 8 de agosto de 2014 convirtió el primer gol de Defensa y Justicia en Primera División en la derrota 3-1 ante Racing Club.

### Racing Club
El 31 de diciembre de 2014 fue fichado por Racing Club, que pagó un $1.000.000 por el 50% del pase del jugador. Su primer gol fue ante Sporting Cristal por la Copa Libertadores 2015. Fernández marcó un total de tres goles en la competencia, en la que Racing fue eliminado en cuartos de final por el Club Guaraní. En el debut de Racing por la Copa Argentina 2014/15 convirtió los dos goles que le dieron el triunfo su equipo.
El 10 de mayo dio positivo un control antidopaje realizado tras el partido con River Plate por la fecha 12 del Campeonato de Primera División 2015. Luego también se conoció que el ex-Defensa y Justicia había dado positivo en otro control, realizado el día 7 de mayo antes del encuentro con el Club Guaraní en Paraguay, por la Copa Libertadores. La contraprueba del análisis ante el «Millonario» también fue positiva. Recibió una sanción que le prohibió jugar profesionalmente hasta el 9 de enero de 2017.
El 23 de enero de 2017 volvió a las canchas tras cumplir con su sanción en el clásico amistoso contra Independiente por la Copa Salta. Fernández ingresó a los 86' y marcó un gol luego de una pared con Francisco Cerro. El partido finalizó con una victoria de Racing Club por 3 a 0.

### Sarmiento de Junín
En mayo de 2017, luego de reiteradas faltas a entrenamientos, Diego Cocca decidió relegarlo del plantel académico y pasó a jugar en Sarmiento de Junín hasta la finalización del torneo. En el equipo de Junín marcó tres goles en sus primeros tres encuentros. Disputó en total seis partidos, uno de ellos por la Copa Argentina 2016-17 y los restantes por el torneo de Primera División de Argentina. Sin embargo, no pudo evitar que Sarmiento descendiera a la Primera B Nacional al final del campeonato.

### Regreso a Racing Club
Finalizado su préstamo, volvió a Racing Club. En su primer partido luego de su vuelta marcó un gol frente a Independiente Medellín en el partido de ida de los 16.os de final de la Copa Sudamericana 2017. Aún relegado en la consideración del entrenador Diego Cocca, Fernández fue transferido al FC Metz de la Ligue 1 de Francia.

### Unión La Calera
Tuvo un fugaz paso por Unión La Calera, donde se convirtió en el goleador y figura del equipo en la primera fase del torneo chileno. Ese buen semestre lo llevó abandonar el cuadro cementero para partir al Necaxa de México.

### Club Necaxa
En el Club Necaxa se convirtió en goleador. En su segundo torneo contribuyó con goles importantes que tuvieron a los Rayos peleando por los primeros puestos, logrando clasificar a la liguilla; sin embargo, debido a que fue adquirido por Portland Timbers, Fernández no pudo disputar la fase final con el conjunto rojiblanco.

### Portland Timbers
El 6 de mayo de 2019, se anunció su traspaso a los Portland Timbers de la Major League Soccer, en una operación que ascendió a los 12 millones de dólares. En la temporada 2019 disputó 19 partidos, en los que marcó 11 goles. Sin embargo, el 7 de octubre de 2019, antes del inicio de la fase de eliminatorias del campeonato, el equipo anunció que Fernández había ingresado voluntariamente al programa de abusos de sustancias y salud del comportamiento de la liga (Substance Abuse and Behavioral Health, SABH) y que no estaría disponible para las actividades del equipo hasta que lo autorizara el cuerpo médico de la liga. El jugador explicó que venía pasando malos momentos en su vida personal, por lo cual pidió ayuda para no volver a recaer y para no ser sancionado otra vez.
Finalmente, y pese a la gran temporada que venía llevando adelante (había hecho 15 goles en 23 partidos con la camiseta verde), en noviembre de 2019 la MLS decidió suspender el contrato de Brian Fernández con Portland Timbers por incumplimientos en el programa de adicciones.

### Ferro Carril Oeste
Brian se sumó a Ferro Carril Oeste como parte de las transferencias anunciadas luego del anuncio del convenio entre el club presidido por Daniel Pandolfi y la empresa de asesoramiento deportivo que preside Christian Bragarnik. Debutó en el club de Caballito el 14 de marzo de 2021, en un partido en el que su nuevo equipo cayó derrotado por 2-0 contra Atlético Güemes en Santiago del Estero por la primera fecha de la Primera Nacional. Logra convertir 14 goles en 23 partidos, siendo que tuvo partidos en gran nivel y el acompañamiento del club, el plantel y el cuerpo técnico, el 27 de octubre, Ferro goleó a San Telmo por 6-0 y el encuentro marcó la vuelta de Brian Fernández después de dos meses, tras ese partido declaró;
“Porque venía de dos meses de no pasarla tan bien. Por temas personales míos que me afectaron bastante. Hoy demostré que estoy bien, que quiero estar, sumar mi granito de arena y que quiero quedar en la historia de este club. El fútbol siempre da revancha. Yo nunca bajo los brazos. Mi lucha es diariamente. Hoy estoy acá demostrando lo que sé, lo que más me gusta. Más que nada regalarle estos goles y mi juego a la gente que es lo único que me sale bien, que yo siento que hago bien. Yo confío en mí siempre digo que soy el mejor, porque me la creo que iba a hacer dos goles, y lo pude cumplir. Ese pensamiento hace que yo siempre siga para adelante. Que me tropiece pero que siga. Esa es mi lucha, caerme y seguir seguir y seguir. Gracias a Dios hoy estoy bien, agradecerle a mí familia que me está mirando y mandarle un beso muy grande a todos mis hermanos y aquellos que siempre están conmigo”.
Tras un buen campeonato Ferro logra clasificarse al reducido, siendo el primer partido contra Quilmes, en la semana previa Brian Fernández se ausenta de los entrenamientos siendo que la primera vez pidió disculpas y fue dispensado por el plantel, pero volviendo a ausentarse dos días después. Termina separado del plantel profesional. En total disputó 23 partidos convirtiendo 14 goles. Sobre su enfermedad y salida de Ferro, Bragarnik;
"Siempre tratamos de estar encima de Brian y está pasando por una situación muy difícil. Si a Brian le sacamos el fútbol, le sacamos la vida"

### Deportivo Madryn
Se confirma su llegada al aurinegro para disputar el Campeonato de Primera Nacional 2022. Llega a disputar 6 partidos con el club y marcar un gol hasta que en mayo sufrió una recaída de su enfermedad que modificó su tratamiento, pasando de uno ambulatorio a una internación.

### Colón de Santa Fe
Tras su desvinculación del equipo de Madryn retorna al club de Caballito para disputar lo que resta del Campeonato de Primera Nacional 2022, pero con el eje puesto en la recuperación de sus adicciones, en ese sentido, Brian saldrá con la autorización médica correspondiente, del centro de salud para entrenarse con sus compañeros y se sumará al grupo con el objetivo de volver a la alta competencia. En total disputó 7 partidos en los que convirtió un gol.
El 5 de octubre de 2022 fue detenido por la policía de Santa Fe, por causar disturbios en la vía pública, arrojando piedras a un colectivo. Por disposición de la familia, el día 6 de octubre fue ingresado en un neuropsiquiátrico por un brote psicótico.

## Estadísticas
Actualizado al 28 de octubre de 2024
| Defensa y Justicia Argentina                                               | 2.ª           | 2011-12       | 3   | 0  | —  | —  | —  | — | 3   | 0  | 0     |
| Defensa y Justicia Argentina                                               | 2.ª           | 2012-13       | 1   | 0  | —  | —  | —  | — | 13  | 0  | 0     |
| Defensa y Justicia Argentina                                               | 2.ª           | 2013-14       | 11  | 3  | —  | —  | —  | — | 38  | 11 | 0.29  |
| Defensa y Justicia Argentina                                               | 1.ª           | 2014          | 14  | 4  | 3  | 1  | —  | — | 17  | 5  | 0.29  |
| Defensa y Justicia Argentina                                               | Total         | Total         | 8   | 1  | 3  | 1  | 0  | 0 | 71  | 16 | 4.44  |
| Racing Club Argentina                                                      | 1.ª           | 2015          | 12  | 0  | 1  | 2  | 8  | 3 | 21  | 5  | 0.24  |
| Racing Club Argentina                                                      | 1.ª           | 2016-17       | 3   | 0  | 0  | 0  | 2  | 1 | 5   | 1  | 0.2   |
| Racing Club Argentina                                                      | Total         | Total         | 15  | 10 | 1  | 2  | 10 | 4 | 26  | 6  | 0.23  |
| Sarmiento de Junín Argentina                                               | 1.ª           | 2016-17       | 5   | 3  | 1  | 0  | —  | — | 6   | 3  | 0.5   |
| Sarmiento de Junín Argentina                                               | Total         | Total         | 5   | 3  | 1  | 0  | 0  | 0 | 6   | 3  | !0.5  |
| FC Metz Francia                                                            | 1.ª           | 2017-18       | 7   | 0  | —  | —  | —  | — | 7   | 0  | 0     |
| FC Metz Francia                                                            | Total         | Total         | 7   | 0  | 0  | 0  | 0  | 0 | 7   | 0  | 0     |
| Unión La Calera · Chile                                                    | 1.ª           | 2018          | 12  | 11 | —  | —  | —  | — | 12  | 11 | 0.92  |
| Unión La Calera · Chile                                                    | Total         | Total         | 12  | 11 | 0  | 0  | 0  | 0 | 12  | 11 | !0.92 |
| Club Necaxa · México                                                       | 1.ª           | 2018-19       | 30  | 16 | 2  | 2  | —  | — | 32  | 18 | 0.56  |
| Club Necaxa · México                                                       | Total         | Total         | 30  | 16 | 2  | 2  | 0  | 0 | 32  | 18 | 0.56  |
| Portland Timbers Estados Unidos                                            | 1.ª           | 2019          | 19  | 11 | 4  | 4  | —  | — | 23  | 15 | 0.65  |
| Portland Timbers Estados Unidos                                            | Total         | Total         | 19  | 11 | 4  | 4  | 0  | 0 | 23  | 15 | 0.75  |
| Colón Argentina                                                            | 1.ª           | 2019-20       | 1   | 0  | —  | —  | —  | — | 1   | 0  | 0     |
| Colón Argentina                                                            | 1.ª           | 2020          | —   | —  | 4  | 1  | —  | — | 4   | 1  | 0.25  |
| Colón Argentina                                                            | Total         | Total         | 1   | 0  | 4  | 1  | 0  | 0 | 5   | 1  | 0.25  |
| Ferro Carril Oeste Argentina                                               | 2.ª           | 2021          | 23  | 13 | —  | —  | —  | — | 23  | 13 | 0.65  |
| Ferro Carril Oeste Argentina                                               | Total         | Total         | 23  | 13 | 0  | 0  | 0  | 0 | 23  | 13 | 0.65  |
| Deportivo Madryn Argentina                                                 | 2.ª           | 2022          | 6   | 1  | 0  | 0  | —  | — | 6   | 1  | 0.17  |
| Deportivo Madryn Argentina                                                 | Total         | Total         | 6   | 1  | 0  | 0  | 0  | 0 | 6   | 1  | 0.17  |
| Ferro Carril Oeste Argentina                                               | 2.ª           | 2022          | 7   | 0  | —  | —  | —  | — | 7   | 0  | 0     |
| Ferro Carril Oeste Argentina                                               | Total         | Total         | 7   | 0  | 0  | 0  | 0  | 0 | 7   | 0  | 0     |
| Colón Argentina                                                            | 1.ª           | 2023          | 0   | 0  | —  | —  | —  | — | 0   | 0  | 0     |
| Colón Argentina                                                            | Total         | Total         | 0   | 0  | 0  | 0  | 0  | 0 | 0   | 0  | 0     |
| Almirante Brown Argentina                                                  | 2.ª           | 2024          | 25  | 5  | —  | —  | —  | — | 25  | 5  | 0.2   |
| Almirante Brown Argentina                                                  | Total         | Total         | 25  | 5  | 0  | 0  | 0  | 0 | 25  | 5  | 0.2   |
| Total carrera                                                              | Total carrera | Total carrera | 217 | 75 | 14 | 10 | 10 | 4 | 240 | 89 | 0.37  |
| (1) La copa nacional se refiere a la Copa Argentina y Supercopa Argentina. |               |               |     |    |    |    |    |   |     |    |       |

## Palmarés

### Campeonatos nacionales
| Título       | Club   | País   | Año  |
| ------------ | ------ | ------ | ---- |
| Supercopa MX | Necaxa | México | 2018 |